# Церква Введення в храм Пресвятої Богородиці (Станківці)
Церква Введення в храм Пресвятої Богородиці в Станківцях — дерев'яний греко-католицький храм у селі Станківці Новороздільської громади Стрийського району Львівської области. Пам'ятка архітектури місцевого значення.

## Історія
Дерев'яна церква збудована в 1757—1784 роках.
Кількість парафіян: 1832 — 403, 1844 — 308, 1854 — 273, 1864 — 260, 1874 — 267, 1884 — 289, 1894 — 282, 1904 — 420, 1914 — 528, 1924 — 600, 1936 — 651.

## Парохи
- о. Микола Лопушанський ([1832])[1]
- о. Теодор Коцовський (1834—1838, адміністратор)[1]
- о. невідомий (1938—1842)[1]
- о. Йосиф Вислобоцький (1842—1843, адміністратор)[1]
- о. Андрій Покиньський (1843—1844+, адміністратор)[1]
- о. Микола Лопушанський (1844—1846)[1]
- о. Юрій Гетьманчик (1846—1850, адміністратор)[1]
- о. невідомий (1850—1855+)[1]
- о. Іван Рогоківський (1855)[1]
- о. Микола Винницький (1855—1859, адміністратор)[1]
- о. Михайло Збудовський (1859—1867, адміністратор)[1]
- о. Теодор Мацилинський (1867—[1868], адміністратор)[1]
- о. невідомий ([1871]—1875)[1]
- о. Кирило Фацієвич (1875—1877, адміністратор)[1]
- о. Домет Бородайкевич (1877—1893)[1]
- о. Северин Наконечний (1893—1894, адміністратор)[1]
- о. Іван Насальський (1894—1898)[1]
- о. Теодор Сахно (1898)[1]
- о. Григорій Стеців (1898—[1944])[1]
- о. Андрій Колібек — нині[2].